# Elisabeth Maxwald
Elisabeth Maxwald (21 giugno 1967 – 9 luglio 2013) è stata una sciatrice austriaca paralimpica, che ha rappresentato l'Austria nello sci alpino paralimpico ai Giochi paralimpici invernali del 1988 a Innsbruck e nello sci nordico nel 1998 a Nagano, vincitrice di quattro medaglie, di cui due ori, un argento e un bronzo.

## Carriera

### Sci alpino
Al 1º posto nello slalom gigante in 4:18.47	(seconda Cara Dunne che ha concluso la gara in 4:59.62 e terza Susana Herrera in 5:30.41) ai Giochi paralimpici invernali di Innsbruck del 1988.

### Sci nordico
Nel 1998 a Nagano, ha vinto l'oro nello sci nordico, la gara di 5 km tecnica classica, davanti all'alteta tedesca Verena Bentele e a quella russa Lioubov Paninykh, l'argento nella stafetta 3x2.5 km (insieme a Gabriele Berghofer e Renata Hoenisch) e il bronzo nella gara 5 km tecnica libera.

## Palmarès

### Paralimpiadi
Sci alpino
- 1 medaglia:
  - 1 oro (slalom gigante B1 a Innsbruck 1988)

Sci nordico
- 3 medaglie:
  - 1 oro (5 km tecnica classica B1 a Nagano 1998)
  - 1 argento (5 km tecnica libera B1 a Nagano 1998)
  - 1 bronzo (3x2.5 km stafetta a Nagano 1998)